# Dierama densiflorum
Dierama densiflorum är en irisväxtart som beskrevs av Wessel Marais. Dierama densiflorum ingår i släktet Dierama och familjen irisväxter. Inga underarter finns listade i Catalogue of Life.